# Haworthiopsis viscosa
Haworthiopsis viscosa, coneguda abans com Haworthia viscosa, és una espècie de planta suculenta amb flor que creix a les províncies del Cap Occidental i Oriental de Sud-àfrica.

## Descripció
Haworthiopsis viscosa sol créixer les seves fulles suculentes i esmolades en tres nivells o columnes (disposició de fulles "trifàries"). Les fulles punxegudes són escabres i densament compactes al llarg de les seves tiges.
La planta es desplaça de la seva base i, finalment, pot formar grans grups. A la natura, sovint presenta danys causats per animals que pasturen, ja que és una font d'aliment habitual.
Les flors apareixen d'octubre a novembre.

## Distribució
Aquesta espècie s'estén per la part sud de l'antiga província del Cap de Sud-àfrica. La seva àrea de distribució s'estén a banda i banda de la frontera entre les províncies del Cap Occidental i del Cap Oriental, que abasta el Petit Karoo i les vores meridionals del Gran Karoo. També es troba a la vall de Gamtoos.
Dins d'aquesta àrea de distribució, normalment creix en sòls sorrencs molt ben drenats, ja sigui a ple sol, o sota un arbust o escletxa rocosa que serveix de protecció parcial del sol.

## Taxonomia

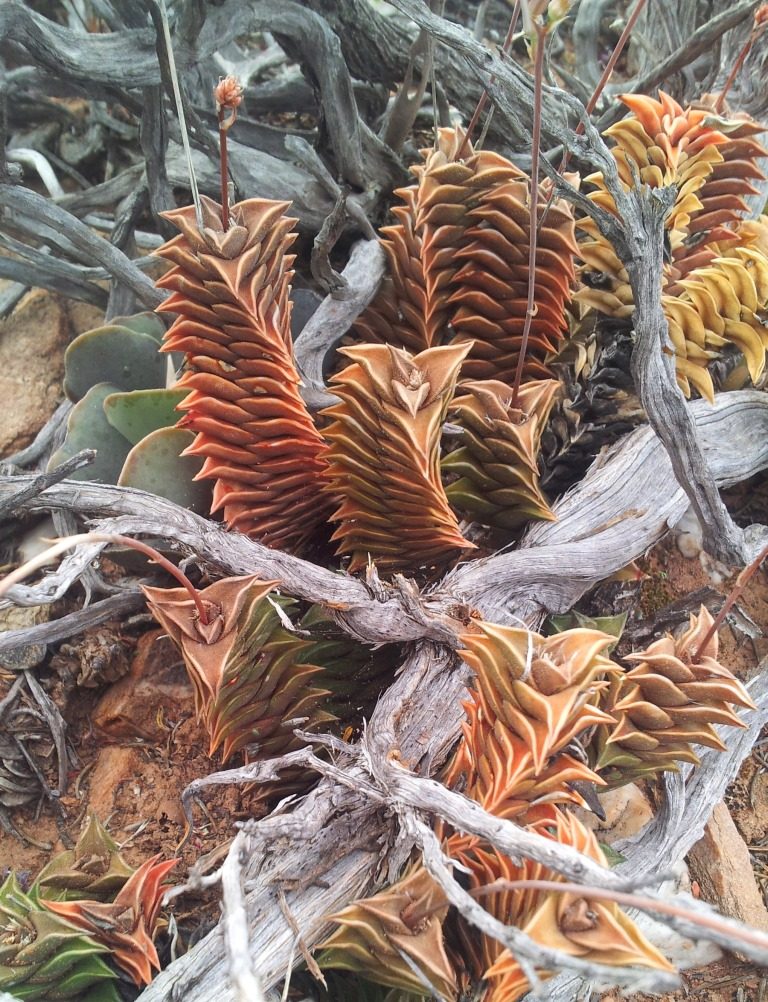
Exemplar que creix a Sud-àfrica

Haworthia viscosa  va ser descrita per Adrian Hardy Haworth L'espècie es va col·locar antigament al subgènere Haworthia Hexangulares. Els estudis filogenètics han demostrat que el subgènere Hexangulares en realitat no està relacionat amb altres Haworthia i així es va traslladar al nou gènere Haworthiopsis.
Aquesta espècie s'hibriditza fàcilment amb altres espècies de Haworthiopsis, així com amb espècies d'Astroloba i altres gèneres relacionats.
Etimologia
Haworthiopsis: La terminació -opsis deriva del grec ὀψις (opsis), que significa 'aparença', 'semblant' per la qual cosa, Haworthiopsis significa "com a Haworthia", i que honora al botànic britànic Adrian Hardy Haworth (1767-1833).
viscosa: epítet llatí que significa "enganxosa", "viscosa".
Varietats acceptades
- Haworthiopsis viscosa var. viscosa. (Varietat tipus)
- Haworthiopsis viscosa var. variabilis (Breuer) Gildenh. & Klopper, Phytotaxa 265: 19 (2016).[6]

Sinonímia
- Aloe viscosa L., Sp. Pl.: 322 (1753). (Basiònim/Sinònim substituït)
- Aloe triangularis Lam., Encycl. 1: 89 (1783), nom. superfl.
- Apicra viscosa (L.) Willd., Mag. Neuesten Entdeck. Gesammten Naturk. Ges. Naturf. Freunde Berlin 5: 274 (1811).
- Haworthia viscosa (L.) Haw., Syn. Pl. Succ.: 90 (1812).
- Catevala viscosa (L.) Kuntze, Revis. Gen. Pl. 2: 707 (1891).
- Tulista viscosa (L.) G.D.Rowley, Alsterworthia Int., Special Issue 10: 6 (2013).[7]